# Taisto Martiskainen

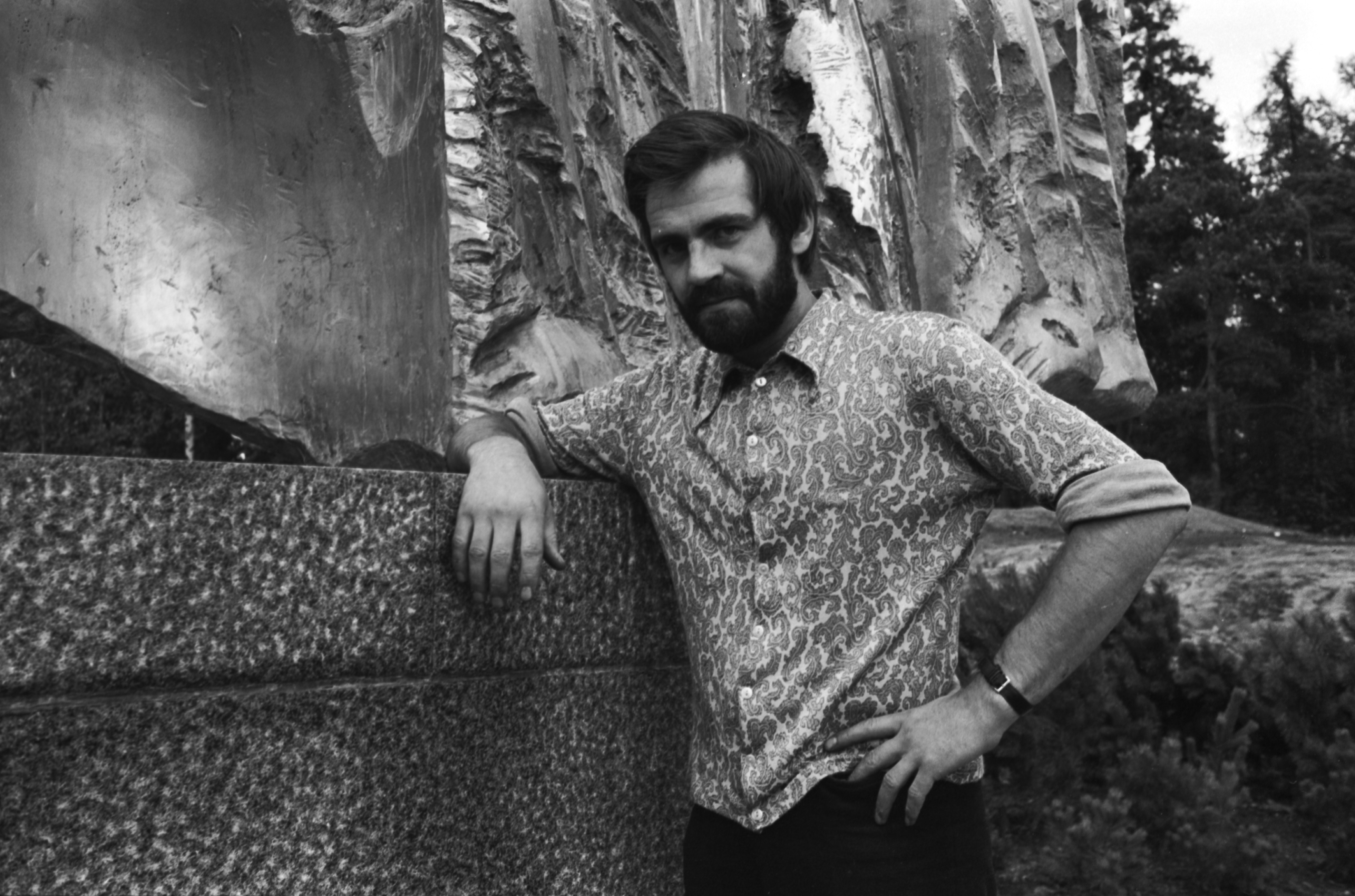
Taisto Martiskainen (1970)

Martti Taisto Martiskainen, född 26 januari 1943 i Suojärvi, död 21 augusti 1982 i Leppävirta, var en finländsk skulptör. 
Martiskainen studerade 1959–1960 vid Konstindustriella yrkesskolan, 1960–1963 vid Finlands konstakademis skola och ställde ut första gången 1961. Han framstod under sitt korta liv som en färgstark personlighet och intensiv bildhuggare med en betydande produktion och många framgångar i skulpturtävlingar. Martiskainens skulpturer, som genomgående är av brons, rörde sig på gränsen mellan det abstrakta och det föreställande, vanligen med en upplöst och skrovlig ytbehandling. 
Mot slutet av sitt liv utförde Martiskainen allt mer dramatiska, lidelse- och ångestfyllda arbeten. De präglades av dödsmotivet och saknar inom denna genre motstycke i modern finländsk skulptur. Sitt första offentliga monument gjorde han redan som tjugoåring. Av mera kända verk kan nämnas monumentet över de röda under finska inbördeskriget 1918 i Helsingfors (1970, första pris med förslaget Crescendo i tävling 1968), vattenskulpturen Imatran impi i Imatra (1972) och betongreliefen Senapsfröet i Baggböle kyrka i Helsingfors (1975). En minnesutställning över honom ordnades i Joensuu konstmuseum 1994.